# Larry Owens
Pour les articles homonymes, voir Larry Owens (acteur) et Owens.
Larry Owens, né le 8 janvier 1983 à Mesa, en Arizona, est un joueur américain de basket-ball. Il évolue au poste d'ailier.

## Biographie
En septembre 2012, après une préparation avec le BCM Gravelines Dunkerque, il quitte le club nordiste à la suite du retour de Yannick Bokolo. Il signe à Dijon en novembre 2012, à la suite du départ de Kevin Tiggs.

## Palmarès
- Nommé dans la All-NBDL Second Team en 2011.
- Nommé dans la All-NBDL Third Team en 2010.
- Lauréat du Jason Collier Sportsmanship Award 2011.